# Fernsehturm Kékestető
Der Fernsehturm Kékestető ist ein 180 Meter hoher Fernsehturm auf dem 1014 Meter hohen Berg Kékes im Mátra-Gebirge in Ungarn. Der Fernsehturm Kékestető besitzt in 45 Meter Höhe eine Aussichtsplattform, welche die höchste für die Öffentlichkeit zugängliche in Ungarn ist. Der Antennenmast des Fernsehturms ist am Erdboden mit Pardunen abgespannt. Er ist demnach ein Hybridturm, wie der der Gerbrandytoren in den Niederlanden, ein freistehender Turm mit abgespanntem Sendemast. Der Turm wurde in den Jahren 1977 bis 1981 errichtet und in den Jahren 2014 bis 2018 umfangreich renoviert.

## Geschichte

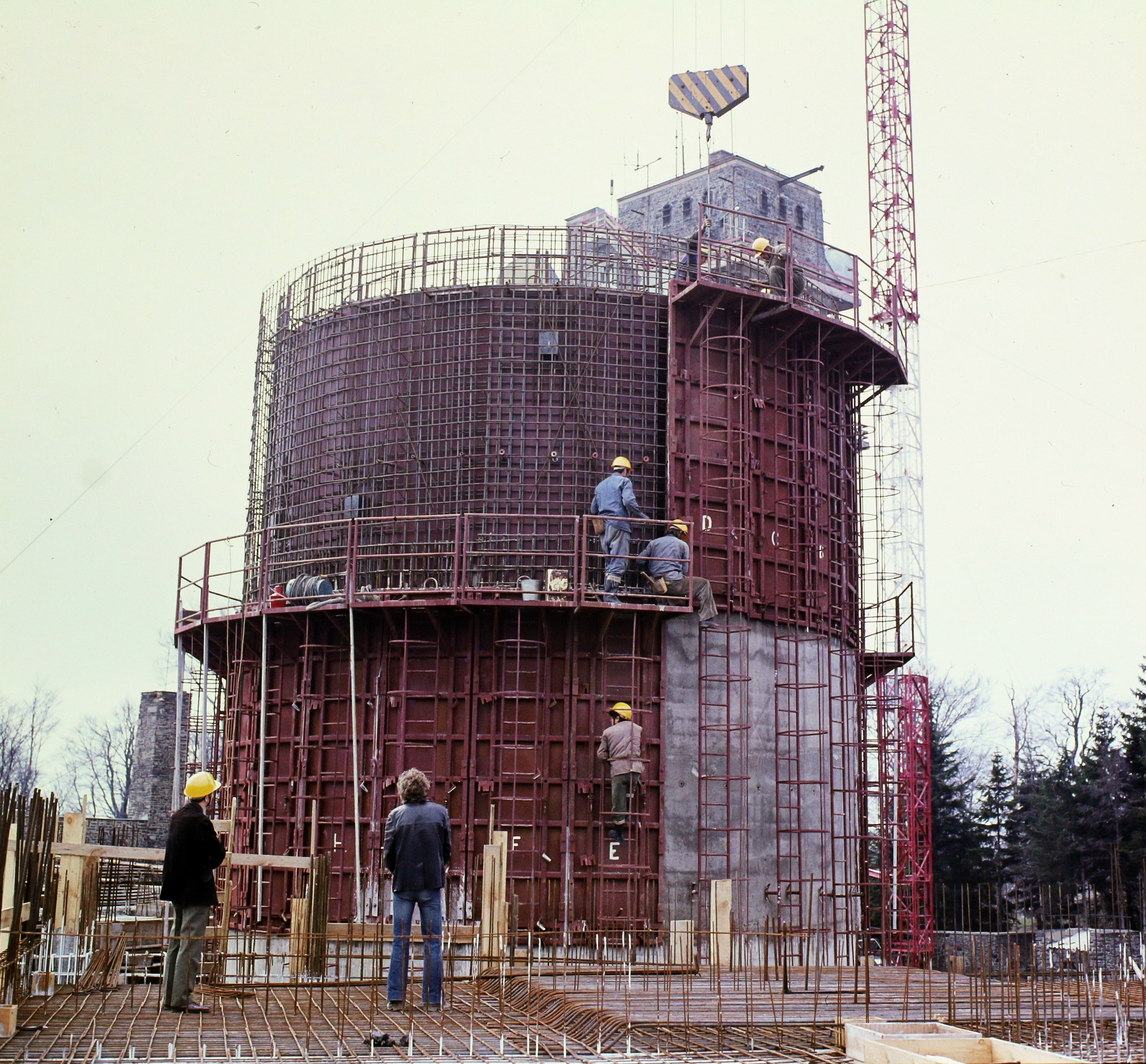
Baufortschritt 1978

Der Kékes-Gipfel wurde bereits seit dem Jahr 1988 mit einem hölzernen Aussichtsturm bebaut. Der nach dem Minister József Vass benannte 20 Meter hohe Turm musste aufgrund von Zerstörungen während des Zweiten Weltkriegs abgerissen werden. 1958 wurde ein quaderförmiger Steinturm des Instituts für Telekommunikationsforschung errichtet, welcher der Fernsehübertragung diente. Das nicht mehr verwendete Turmbauwerk wurde auch kurzzeitig als Hotel umgenutzt. Das zehngeschossige Bauwerk steht unmittelbar in der Nachbarschaft südlich zum heutigen Fernsehturm.
Baustart des heutigen Turms war 1977. Der ursprünglich 178 Meter hohe Turm wurde 1981 fertig gestellt und dem Betrieb übergeben. Für das Bauwerk wurden 1300 Kubikmeter Stahlbeton verbaut. Im Zuge der umfangreichen Renovierung in den Jahren 2014 bis 2018 wurde durch die Anpassung des Antennenträgers der Turm auf 180 Meter erhöht.

## Beschreibung

### Lage
Der nach der gleichnamigen Siedlung Kékestető benannte Fernsehturm steht auf dem Gipfel des Kékes, dem höchsten Berg Ungarns. Der über eine Serpentinenstraße erreichbare Ort dient im Winter auch Skiliften als Bergstation, beherbergt neben einer Wetterstation auch ein Sanatorium. Der bewaldete Gipfelbereich ist mit diversen Gebäuden und Installationen bebaut.

### Turm
Der Fernsehturm Kékestető besteht aus einem sich nicht verjüngenden zylindrischen etwa 80 Meter hohen Turmschaft und einem rund 100 Meter hohen Antennenträgermast. Der Turmschaft beherbergt auf 42 Metern einen Turmkorb, in dem sich ein Turmcafé befindet. In der darüber befindlichen offenen Aussichtsplattform auf 45 Metern kann man eine 360-Grad-Rundumsicht genießen. Die darüber befindlichen Antennenplattformen werden überwiegend für Richtfunkantennen genutzt. Im oberen Teil des Turmschafts gibt es noch einen Turmkorb für die Turmtechnik.
Am Fuße des Turms befindet sich ein mehrgeschossiger Gebäudekomplex, der sternförmig angeordnet ist.

## Rundfunk- und Fernsehsender

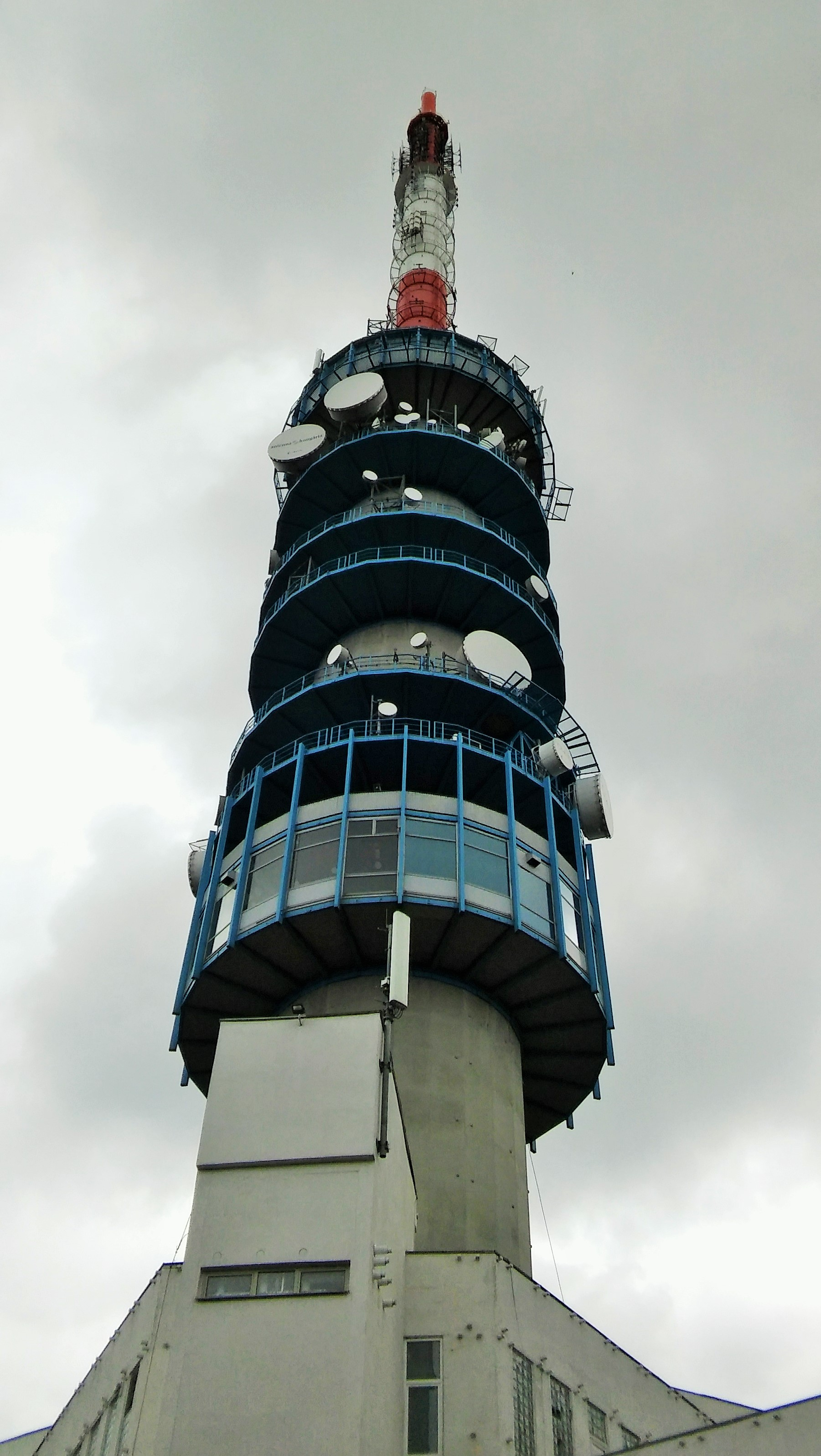
Untersicht auf den Turm mit den unterschiedlichen Antennenanlagen

| Radio                | Frequenz  | ERP     |
| -------------------- | --------- | ------- |
| Bartók Rádió         | 90,7 MHz  | 30 kW   |
| Kossuth Rádió        | 95,5 MHz  | 20 kW   |
| Dankó Rádió          | 99,8 MHz  | 0,32 kW |
| Petőfi Rádió         | 102,7 MHz | 30 kW   |
| Retro Rádió          | 104,7 MHz | 30,2 kW |
| Fernsehen            | Kanal     | ERP     |
| Multiplex E (DVB-T2) | E34       | 72,4 kW |
| Multiplex B (DVB-T)  | E36       | 74,1 kW |
| Multiplex A (DVB-T)  | E39       | 77,6 kW |
| Multiplex C (DVB-T2) | E44       | 83,2 kW |
| Multiplex D (DVB-T2) | E46       | 83,2 kW |

Quelle